# Ulaanbaatar City FC
Der Ulaanbaatar City FC  ist ein 2016 gegründeter mongolischer Fußballverein aus Ulaanbaatar, der aktuell in der ersten Liga, der National Premier League, spielt.

## Erfolge
- Mongolischer Meister: 2019
- Mongolischer Pokalsieger: 2017
- Mongolischer Supercup-Sieger: 2018

## Stadion
Der Verein trägt seine Heimspiele im G-Mobile Arena in Ulaanbaatar aus. Das Stadion hat ein Fassungsvermögen von 3000 Personen.
Koordinaten: 47° 51′ 19,1″ N, 106° 47′ 21,5″ O

## Saisonplatzierung
| Saison  | Liga                    | Level | Platz | Mongolia Cup  | MFF Supercup |
| ------- | ----------------------- | ----- | ----- | ------------- | ------------ |
| 2015    | Mongolia 1st League     | 2     | 2. ▲  |               |              |
| 2016    | National Premier League | 1     | 8.    | Halbfinale    |              |
| 2017    | National Premier League | 1     | 2.    | Sieger        |              |
| 2018    | National Premier League | 1     | 6.    | 2. Platz      | Sieger       |
| 2019    | National Premier League | 1     | 1.    | Viertelfinale |              |
| 2020    | National Premier League | 1     | 7.    |               |              |
| 2021    | National Premier League | 1     | 6.    |               |              |
| 2021/22 | National Premier League | 1     | 3.    |               |              |
| 2022/23 | National Premier League | 1     | 10. ▼ | Viertelfinale |              |

## Trainerchronik
Stand: 3. Januar 2021
| Trainer               | Nation   | von               | bis               |
| --------------------- | -------- | ----------------- | ----------------- |
| Rodrigo Hernando      | Spanien  | 15. Juli 2016     | 1. November 2016  |
| Manuel Retamero       | Spanien  | 22. Dezember 2016 | 1. Oktober 2017   |
| Manuel Retamero       | Spanien  | 9. Januar 2018    | 1. Juni 2018      |
| Steve Nicholls        | England  | 1. Juni 2018      | 31. Oktober 2018  |
| Lümbengarav Donorovyn | Mongolei | 1. Januar 2019    | 31. Dezember 2019 |
| Vojislav Bralušić     | Serbien  | 15. Januar 2020   | 31. Oktober 2020  |